# Wereldkampioenschappen alpineskiën
De FIS wereldkampioenschappen alpineskiën in de disciplines afdaling, (super)combinatie, reuzenslalom, slalom, en super-g voor mannen en vrouwen vormen tezamen een tweejaarlijks meerdaags evenement welke op één locatie plaatsvindt.
De officiële FIS benaming van de kampioenschappen zijn: "Alpine Skiwereldkampioenschappen (jaar)".
De eerste negen edities van de WK Alpineskiën werden van 1931-1939 jaarlijks georganiseerd. Het WK dat in 1941 werd georganiseerd is later door de FIS ongeldig verklaard, omdat hier enkel landen van de asmogendheden aan deelnamen. Vanaf 1948 werden de kampioenschappen om de twee jaar georganiseerd. Van 1948 tot 1980 golden de olympische alpineskiwedstrijden tevens als wereldkampioenschap. Om de kampioenschappen niet in een olympisch jaar te laten plaatsvinden werden de kampioenschappen van 1984 naar 1985 verschoven en vervolgens weer om de twee jaar.
De enige uitzondering hierop waren de kampioenschappen van 1995 in Monachil in de Zuid-Spaanse Sierra Nevada. Deze werden een jaar later gehouden in verband sneeuwtekort op de plaats van handeling.

## Kampioenschappen
| Editie | Jaar | Land             | Plaats                  | Datum                  | Ond. | Landen | Atleten | Details                                                           |
| ------ | ---- | ---------------- | ----------------------- | ---------------------- | ---- | ------ | ------- | ----------------------------------------------------------------- |
| 49     | 2027 | Zwitserland      | Crans-Montana           | februari               |      |        |         |                                                                   |
| 48     | 2025 | Oostenrijk       | Saalbach                | 4-16 februari          | 11   |        |         |                                                                   |
| 47     | 2023 | Frankrijk        | Courchevel / Méribel    | 6-19 februari          | 13   | 75     | 600     |                                                                   |
| 46     | 2021 | Italië           | Cortina d'Ampezzo       | 8-21 februari          | 13   | 68     | 415     | Introductie parallel voor mannen en vrouwen                       |
| 45     | 2019 | Zweden           | Åre                     | 5-17 februari          | 11   | 76     | 471     |                                                                   |
| 44     | 2017 | Zwitserland      | Sankt Moritz            | 6-19 februari          | 11   | 77     | 589     |                                                                   |
| 43     | 2015 | Verenigde Staten | Vail / Beaver Creek     | 2-15 februari          | 11   | 68     | ~700    |                                                                   |
| 42     | 2013 | Oostenrijk       | Schladming              | 4-17 februari          | 11   | 70     | 609     |                                                                   |
| 41     | 2011 | Duitsland        | Garmisch Partenkirchen  | 7-20 februari          | 11   | 67     | 525     |                                                                   |
| 40     | 2009 | Frankrijk        | Val-d'Isère             | 2-15 februari          | 11   | 70     | 504     |                                                                   |
| 39     | 2007 | Zweden           | Åre                     | 3-18 februari          | 11   | 60     | 451     |                                                                   |
| 38     | 2005 | Italië           | Bormio / Santa Caterina | 28 januari-13 februari | 11   |        |         | Introductie gemengde landenwedstrijd (team parallel)              |
| 37     | 2003 | Zwitserland      | Sankt Moritz            | 2-16 februari          | 10   |        |         |                                                                   |
| 36     | 2001 | Oostenrijk       | Sankt Anton am Arlberg  | 29 januari-10 februari | 10   |        |         |                                                                   |
| 35     | 1999 | Verenigde Staten | Vail / Beaver Creek     | 2-14 februari          | 10   |        |         |                                                                   |
| 34     | 1997 | Italië           | Sestriere               | 3-15 februari          | 10   |        |         |                                                                   |
| 33     | 1996 | Spanje           | Sierra Nevada           | 12-25 februari         | 10   |        |         | Was in 1995 gepland maar ging toen niet door vanwege sneeuwgebrek |
| 32     | 1993 | Japan            | Morioka / Shizukuishi   | 4-14 februari          | 10   |        |         |                                                                   |
| 31     | 1991 | Oostenrijk       | Saalbach-Hinterglemm    | 22 januari-3 februari  | 10   |        |         |                                                                   |
| 30     | 1989 | Verenigde Staten | Vail                    | 29 januari-12 februari | 10   |        |         |                                                                   |
| 29     | 1987 | Zwitserland      | Crans-Montana           | 27 januari-8 februari  | 10   |        |         |                                                                   |
| 28     | 1985 | Italië           | Bormio                  | 31 januari-10 februari | 10   |        |         | Introductie Super G                                               |
| 27     | 1982 | Oostenrijk       | Schladming              | 28 januari-7 februari  | 8    |        |         |                                                                   |
| 26     | 1980 | Verenigde Staten | Lake Placid             | 14-23 februari         | 6    | 30     | 174     | Onderdeel van de Olympische Winterspelen                          |
| 25     | 1978 | West-Duitsland   | Garmisch-Partenkirchen  | 29 januari-5 februari  | 6    |        |         |                                                                   |
| 24     | 1976 | Oostenrijk       | Innsbruck               | 5-14 februari          | 6    | 33     | 181     | Onderdeel van de Olympische Winterspelen                          |
| 23     | 1974 | Zwitserland      | Sankt Moritz            | 3-10 februari          | 8    |        |         |                                                                   |
| 22     | 1972 | Japan            | Sapporo                 | 5-13 februari          | 6    | 27     | 143     | Onderdeel van de Olympische Winterspelen                          |
| 21     | 1970 | Italië           | Val Gardena             | 7-15 februari          | 8    |        |         |                                                                   |
| 20     | 1968 | Frankrijk        | Grenoble                | 9-17 februari          | 6    | 33     | 191     | Onderdeel van de Olympische Winterspelen                          |
| 19     | 1966 | Chili            | Portillo                | 5-14 augustus          | 6    |        |         |                                                                   |
| 18     | 1964 | Oostenrijk       | Innsbruck               | 30 januari-8 februari  | 6    | 31     | 174     | Onderdeel van de Olympische Winterspelen                          |
| 17     | 1962 | Frankrijk        | Chamonix                | 10-18 februari         | 8    |        |         |                                                                   |
| 16     | 1960 | Verenigde Staten | Squaw Valley            | 20-26 februari         | 6    | 22     | 133     | Onderdeel van de Olympische Winterspelen                          |
| 15     | 1958 | Oostenrijk       | Bad Gastein             | 2-9 februari           | 6    |        |         |                                                                   |
| 14     | 1956 | Italië           | Cortina d'Ampezzo       | 26 januari-3 februari  | 6    | 29     | 183     | Onderdeel van de Olympische Winterspelen                          |
| 13     | 1954 | Zweden           | Åre                     | 28 februari-7 maart    | 8    |        |         |                                                                   |
| 12     | 1952 | Noorwegen        | Oslo                    | 14-20 februari         | 6    | 28     | 166     | Onderdeel van de Olympische Winterspelen                          |
| 11     | 1950 | Verenigde Staten | Aspen                   | 13-18 februari         | 6    |        |         |                                                                   |
| 10     | 1948 | Zwitserland      | Sankt Moritz            | 2-5 februari           | 6    | 25     | 167     | Onderdeel van de Olympische Winterspelen                          |
| 10     | 1941 | Italië           | Cortina d'Ampezzo       | 2-4 februari           | -    | 10     |         | Resultaten ongeldig verklaard door de FIS                         |
| 9      | 1939 | Polen            | Zakopane                | 12-15 februari         | 6    | 12     |         |                                                                   |
| 8      | 1938 | Zwitserland      | Engelberg               | 5-6 maart              | 6    | 11     |         |                                                                   |
| 7      | 1937 | Frankrijk        | Chamonix                | 13-15 februari         | 6    | 15     |         |                                                                   |
| 6      | 1936 | Oostenrijk       | Innsbruck               | 21-22 februari         | 6    | 15     |         |                                                                   |
| 5      | 1935 | Zwitserland      | Mürren                  | 22-25 februari         | 6    | 14     |         |                                                                   |
| 4      | 1934 | Zwitserland      | Sankt Moritz            | 15-17 februari         | 6    | 16     |         |                                                                   |
| 3      | 1933 | Oostenrijk       | Innsbruck               | 6-10 februari          | 6    | 14     | 103     |                                                                   |
| 2      | 1932 | Italië           | Cortina d'Ampezzo       | 4-6 februari           | 6    | 8      | 76      | Introductie Combinatie                                            |
| 1      | 1931 | Zwitserland      | Mürren                  | 20-23 februari         | 4    | 7      | 50      |                                                                   |

## Succesvolle deelnemers
De Duitse Christl Cranz won de meeste titels, ze werd twaalf keer wereldkampioene. Daarnaast won ze ook nog drie zilveren medailles.
Bij de mannen won de Oostenrijker Toni Sailer de meeste titels, hij werd zeven keer individueel wereldkampioen. Daarnaast won hij nog één zilveren medaille. De Oostenrijker Marcel Hirscher komt ook op zeven keer wereldkampioen, maar daarvan zijn er twee met het team. De Noor Kjetil André Aamodt won bij de mannen de meeste medailles, hij won er twaalf (5x goud, 4x zilver en 3x brons).
De Zweedse Anja Pärson werd als enige in alle vijf de alpineski disciplines wereldkampioen. Bij de slalom in 2001, bij de reuzenslalom in 2001, 2003, bij de super-g in 2005, 2007, bij de afdaling in 2007 en bij de super-combinatie in 2007.
| #  | Naam                | Land | Periode   | Goud | Zilver | Brons | Totaal |
| -- | ------------------- | ---- | --------- | ---- | ------ | ----- | ------ |
| 1  | Marcel Hirscher     | AUT  | 2009-2019 | 7*   | 4      | 0     | 11     |
| 2  | Toni Sailer         | AUT  | 1956-1958 | 7    | 1      | 0     | 8      |
| 3  | Jean-Claude Killy   | FRA  | 1966-1968 | 6    | 0      | 0     | 6      |
| 4  | Kjetil André Aamodt | NOR  | 1991-2003 | 5    | 4      | 3     | 12     |
| 5  | Aksel Lund Svindal  | NOR  | 2005-2019 | 5    | 2      | 2     | 9      |
| 6  | Gustav Thöni        | ITA  | 1972-1976 | 5    | 2      | 0     | 7      |
| 7  | Ingemar Stenmark    | SWE  | 1976-1982 | 5    | 1      | 1     | 7      |
| 8  | Ted Ligety          | USA  | 2009-2015 | 5    | 0      | 2     | 7      |
| 9  | Marc Girardelli     | LUX  | 1985-1996 | 4    | 4      | 3     | 11     |
| 10 | Pirmin Zurbriggen   | SUI  | 1985-1989 | 4    | 4      | 1     | 9      |
| 11 | Émile Allais        | FRA  | 1935-1938 | 4    | 4      | 0     | 8      |
| 12 | Rudolf Rominger     | SUI  | 1936-1939 | 4    | 1      | 2     | 7      |
| 13 | Stein Eriksen       | NOR  | 1950-1954 | 4    | 1      | 1     | 6      |
| 14 | Toni Seelos         | AUT  | 1931-1935 | 4    | 1      | 0     | 5      |
| 14 | Bode Miller         | USA  | 2003-2005 | 4    | 1      | 0     | 5      |

| #  | Naam                  | Land | Periode   | Goud | Zilver | Brons | Totaal |
| -- | --------------------- | ---- | --------- | ---- | ------ | ----- | ------ |
| 1  | Christl Cranz         | GER  | 1934-1939 | 12   | 3      | 0     | 15     |
| 2  | Mikaela Shiffrin      | USA  | 2013-     | 7    | 4      | 3     | 14     |
| 3  | Marielle Goitschel    | FRA  | 1962-1968 | 7    | 4      | 0     | 11     |
| 4  | Anja Pärson           | SWE  | 2001-2011 | 7    | 2*     | 3     | 12     |
| 5  | Erika Hess            | SUI  | 1980-1987 | 6    | 0      | 1     | 7      |
| 6  | Annemarie Moser-Pröll | AUT  | 1970-1980 | 5    | 2      | 2     | 9      |
| 7  | Tessa Worley          | FRA  | 2011-     | 5*   | 0      | 2     | 7      |
| 8  | Janica Kostelić       | CRO  | 2003-2005 | 5    | 0      | 0     | 5      |
| 9  | Tina Maze             | SLO  | 2009-2015 | 4    | 5      | 0     | 9      |
| 10 | Hanni Wenzel          | LIE  | 1974-1980 | 4    | 3      | 2     | 9      |
| 11 | Pernilla Wiberg       | SWE  | 1991-1999 | 4    | 1      | 1     | 6      |
| 12 | Renate Götschl        | AUT  | 1997-2007 | 3*   | 4*     | 2     | 9      |
| 13 | Wendy Holdener        | SUI  | 2017-     | 3*   | 3      | 0     | 6      |
| 14 | Anna Fenninger        | AUT  | 2011-2015 | 3    | 2*     | 1     | 6      |
| 15 | Deborah Compagnoni    | ITA  | 1996-1997 | 3    | 0      | 0     | 3      |

### Lage Landen
Twee deelneemsters uit de Lage Landen wisten elk één keer in de top zes van een WK te eindigen. In 1935 was de Nederlandse Gratia Schimmelpenninck van der Oye de eerste. Zij eindigde op de 6e plaats op de afdaling. In 1962 was de Belgische Patrizia Durois du Bliquy de tweede. Ook zij eindigde op de zesde plaats, eveneens op de afdaling.

## Wereldkampioenschappen junioren
De FIS wereldkampioenschappen alpineskiën voor junioren (officieel FIS Alpine Junior World Ski Championships) worden elk jaar gehouden voor de disciplines afdaling, super-G, reuzenslalom, slalom en combinatie. De eerste WK voor junioren werden in 1982 georganiseerd. Aan de wedstrijden mogen skiërs tussen 15 en 20 jaar oud deelnemen.

### Kampioenschappen
| Editie | Plaats                                            | Land              |
| ------ | ------------------------------------------------- | ----------------- |
| 1982   | Auron                                             | Frankrijk         |
| 1983   | Sestriere                                         | Italië            |
| 1984   | Sugarloaf                                         | Verenigde Staten  |
| 1985   | Jasna                                             | Tsjecho-Slowakije |
| 1986   | Bad Kleinkirchheim                                | Oostenrijk        |
| 1987   | Hemsedal                                          | Noorwegen         |
| 1988   | Madonna di Campiglio                              | Italië            |
| 1989   | Aleyska                                           | Verenigde Staten  |
| 1990   | Zinal                                             | Zwitserland       |
| 1991   | Geilo Hemsedal                                    | Noorwegen         |
| 1992   | Maribor                                           | Slovenië          |
| 1993   | Monte Campione - Colere                           | Italië            |
| 1994   | Lake Placid                                       | Verenigde Staten  |
| 1995   | Voss                                              | Noorwegen         |
| 1996   | Hoch-Ybrig                                        | Zwitserland       |
| 1997   | Schladming                                        | Oostenrijk        |
| 1998   | Megève - Chamonix - St. Gervais                   | Frankrijk         |
| 1999   | Pra Loup - Le Sauze                               | Frankrijk         |
| 2000   | Quebec                                            | Canada            |
| 2001   | Verbier                                           | Zwitserland       |
| 2002   | Tarvisio - Sella Nevea - Ravascletto              | Italië            |
| 2003   | Puy-Saint-Vincent - Montgenèvre - Serre Chevalier | Frankrijk         |
| 2004   | Maribor                                           | Slovenië          |
| 2005   | Bardonecchia                                      | Italië            |
| 2006   | Quebec                                            | Canada            |
| 2007   | Altenmarkt-Zauchensee - Flachau                   | Oostenrijk        |
| 2008   | Formigal                                          | Spanje            |
| 2009   | Garmisch-Partenkirchen                            | Duitsland         |
| 2010   | Megève - Les Houches - Les Planards               | Frankrijk         |
| 2011   | Crans-Montana                                     | Zwitserland       |
| 2012   | Roccaraso                                         | Italië            |
| 2013   | Monte St Anne                                     | Canada            |
| 2014   | Jasna                                             | Slowakije         |
| 2015   | Hafjell                                           | Noorwegen         |
| 2016   | Sotsji                                            | Rusland           |
| 2017   | Are                                               | Zweden            |
| 2018   | Davos                                             | Zwitserland       |
| 2019   | Trentino-Zuid-Tirol/Val di Fassa                  | Italië            |
| 2020   | Narvik                                            | Noorwegen         |

1931 ·
1932 ·
1933 ·
1934 ·
1935 ·
1936 ·
1937 ·
1938 ·
1939 ·
1941 ·
1948 ·
1950 ·
1952 ·
1954 ·
1956 ·
1958 ·
1960 ·
1962 ·
1964 ·
1966 ·
1968 ·
1970 ·
1972 ·
1974 ·
1976 ·
1978 ·
1980 ·
1982 ·
1985 ·
1987 ·
1989 ·
1991 ·
1993 ·
1996 ·
1997 ·
1999 ·
2001 ·
2003 ·
2005 ·
2007 ·
2009 ·
2011 ·
2013 ·
2015 ·
2017 ·
2019 ·
2021 ·
2023 ·
2025
Alpineskiën ·
Biatlon ·
Bobsleeën ·
Curling (mannen/vrouwen/gemengd/gemengddubbel) ·
Freestyleskiën ·
IJshockey ·
Kunstschaatsen ·
Langlaufen ·
Noordse combinatie ·
Rodelen ·
Schaatsen (allround mannen/allround vrouwen/sprint mannen/sprint vrouwen/afstanden mannen/afstanden vrouwen) ·
Schansspringen ·
Shorttrack ·
Skeleton ·
Snowboarden